# Mario Soffici
Mario Soffici (Florence, 14 mai 1900 - Buenos Aires, 10 mai 1977) est un réalisateur argentin d'origine italienne.

## Biographie
Né en Italie, il émigre en Argentine avec sa famille alors qu'il a neuf ans. Il se fait dans un premier temps connaître comme comédien mais s'intéresse tôt à la réalisation. Réputé pour sa rigueur, son goût pour la nature et sa prédilection pour des thèmes nationaux, il est l'auteur de quarante films entre 1935 et 1962.
En 1939, Prisioneros de la tierra, inspiré de nouvelles d'Horacio Quiroga, dénonce l'exploitation des travailleurs agricoles dans les champs de yerba mate de la province de Misiones et consacre Soffici comme réalisateur social. En 1958, Rosaura à dix heures (Rosaura a las 10), adaptation d'un fameux roman policier de Marco Denevi, est sélectionné en compétition officielle au Festival de Cannes. Il travaille avec de nombreuses stars argentines, réunissant par exemple Libertad Lamarque, Hugo del Carril et Eva Perón dans La cabalgata del circo en 1945.
En 1973, Héctor José Cámpora le nomme avec Hugo del Carril à la tête de l'Institut du Cinéma argentin : Soffici abolit la censure et contribue à relever éphémèrement le cinéma national (La Patagonia rebelde de Héctor Olivera et La tregua de Sergio Renán sortent en 1974, La Raulito de Lautaro Murúa en 1975). Il en est licencié en 1975, après la mort de Juan Perón, et décède deux ans plus tard.
Le Festival des trois continents 2007 lui rend hommage.

## Filmographie partielle
- 1931 : Muñequitas porteñas
- 1937 : Viento Norte
- 1939 : Prisioneros de la tierra
- 1940 : Heroes sin Fama
- 1943 : Tres hombres del río
- 1945 : La cabalgata del circo
- 1947 : La Chatte (La gata)
- 1951 : Ça s'est passé dans mon quartier (Pasó en mi barrio)
- 1958 : Rosaura à dix heures (Rosaura a las 10)